# Dinamarca en los Juegos Paralímpicos de Heidelberg 1972
Dinamarca estuvo representada en los Juegos Paralímpicos de Heidelberg 1972 por diez deportistas, ocho hombres y dos mujeres. El equipo paralímpico danés no obtuvo ninguna medalla en estos Juegos.